# Ивкова слава (филм из 2003)
Ивкова слава је српска телевизијска филмска комедија из 2003. године коју су режирали Душан Тодоровић и Миодраг Ђорђевић по Ђорђевићевом сценарију, базираном на истоименој приповетки Стевана Сремца. Ивкова слава је прва филмска адаптација Сремчеве приповетке, праћена дугометражном адаптацијом из 2005. године, коју је режирао Здравко Шотра.
Главне улоге тумаче Богољуб Митић, Ђорђе Цакић и бугарска певачица Рени. За филм је ангажовано 55 глумаца из позоришта у Нишу, Пироту, Лесковцу и Врању, као и велики број статиста.

## Радња
Курјак, Калча и Смук никако не излазе из куће газда Ивка три дана и три ноћи тако да Ивко тражи помоћ од председника општине тада почиње заплет који се завршава свадбом коју су прославили у кафани са певачицом Сојком.

## Улоге
| Глумац                | Улога              |
| --------------------- | ------------------ |
| Богољуб Митић         | Курјак             |
| Ђорђе Цакић           | Смук               |
| Рени                  | Певачица Сојка     |
| Маја Младеновић       | Сика               |
| Љуба Милосављевић     | Ивко               |
| Мирослав Ђорђевић     | Калча              |
| Миливоје Димитријевић | Светислав          |
| Ивана Ђорђевић        | Маријола           |
| Марија Ђорђевић       | Марија             |
| Драгослав Пелиновић   | Председник Општине |
| Мирољуб Ђорђевић      | Милутин            |
| Маријан Чић           | Газда Трајко       |
| Јаблан Перић          | Јаблан             |
| Александар Поповић    | Гитара             |
| Драган Стефановић     | Виолина            |
| Станко Редић          | Бас                |